# Tú Nang
Tú Nang est une commune rurale, située dans le district de Yên Châu (province de Sơn La, Viêt Nam).

## Géographie
Tú Nang a une superficie de 97,05 km².

## Histoire
La ville fut établie en 1979.

## Politique
Le code administratif de la commune est 04093.

## Démographie
En 1999, la commune comptait 5 738 habitants.

## Sources
- (vi) Cet article est partiellement ou en totalité issu de l’article de Wikipédia en vietnamien intitulé « Tú Nang » (voir la liste des auteurs).